# Tres generaciones de derechos humanos

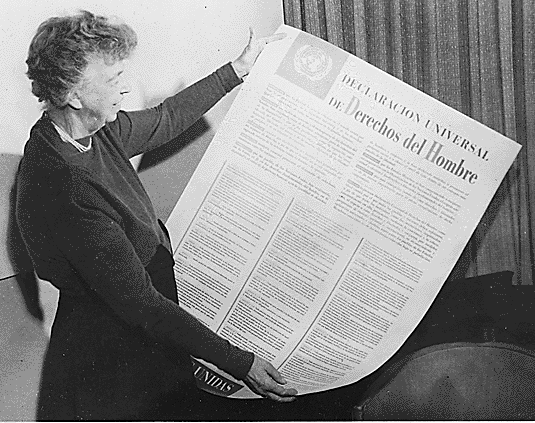
Eleanor Roosevelt sosteniendo la Declaración Universal de los Derechos Humanos.

La división de los derechos humanos en tres generaciones fue inicialmente propuesta en 1956 por el jurista checo, Karel Vašák en el Instituto Internacional de Derechos Humanos en Estrasburgo, Francia. El término fue utilizado desde, al menos, noviembre de 1977. Las teorías de Vasak tenían sus raíces, es decir que reflejaban principalmente los valores europeos.

## Orígenes en la Revolución francesa
Su divisiones teoréticas sigue la divisa de la revolución francesa: "Libertad, igualdad, fraternidad", enfocada en los valores intrínsecos de humanidad. Los capítulos de la Carta de los derechos fundamentales de la Unión Europea reflejan en parte este esquema. La Declaración Universal de los Derechos Humanos incluye derechos que son considerados de la segunda y primera generación, pero no delimita explícitamente la prioridad de los derechos.

## Derechos fundamentales
Los derechos fundamentales o derechos de generación son los siguientes:	

### Primera generación
Los derechos humanos de la primera generación, tratan esencialmente de la libertad y la participación en la vida política. Son fundamentalmente civiles y políticos, y sirven para proteger al individuo de los excesos del Estado. Los derechos de la primera generación incluyen la libertad de expresión, el derecho a un juicio justo, la libertad de circulación, la libertad de religión, y el sufragio. Estos derechos fueron propuestos por primera vez en la Carta de Derechos de los Estados Unidos, y en Francia por la Declaración de los Derechos del Hombre y del Ciudadano en el siglo XVIII, y fueron consagrados por primera vez a nivel global por la Declaración Universal de los Derechos Humanos de 1948 y dándole lugar en el derecho internacional en los artículos 3 al 21 de la Declaración Universal y en el Pacto Internacional de Derechos Civiles y Políticos. Fueron reconocidos fundamentalmente con la Revolución francesa y la Declaración de los Derechos del Hombre y el Ciudadano.

### Segunda generación
Los derechos humanos de la segunda generación están relacionados con la equidad  y la igualdad y comenzaron a ser reconocidos por los Estados Nacionales y gobiernos de distintas ideologías después de la Segunda Guerra Mundial. Son fundamentalmente sociales, económicos y culturales en su naturaleza. Aseguran a los diferentes miembros de la ciudadanía igualdad de condiciones y de trato. Incluyen el derecho a ser empleados, más específicamente los derechos relacionados con la protección del trabajo, en todos sus aspectos.  Los derechos a vivienda, a la educación y a la salud, así como la seguridad social y las prestaciones por desempleo. Al igual que los derechos de primera generación, también fueron incluidos en la Declaración Universal de los Derechos Humanos en los artículos 22 al 27 y, además, incorporados en el Pacto Internacional de Derechos Económicos, Sociales y Culturales. En Estados Unidos, el presidente Franklin D. Roosevelt propuso una segunda Carta de Derechos, que abarcaba gran parte de este tipo de derechos, en su discurso del Estado de la Unión el 11 de enero de 1944. 
La siguiente tabla recoge los derechos humanos plasmados en cada artículo del Pacto Internacional de Derechos Económicos, Sociales y Culturales.
| Artículo      | Derecho reconocido                                                                                     |
| ------------- | --- |
| Art. 6        | Derecho al trabajo y a la libre elección de empleo.                                                    |
| Art. 7        | Derecho a condiciones de trabajo equitativas y satisfactorias.                                         |
| Art. 8        | Libertad sindical derecho a la huelga                                                                  |
| Art. 9        | Derecho a la seguridad social                                                                          |
| Art. 10       | Protección de la familia y los menores                                                                 |
| Art. 11       | Derecho a un nivel de vida adecuado y a la mejora continua de las condiciones de existencia            |
| Art. 12       | Derecho a la salud                                                                                     |
| Arts. 13 y 14 | Derecho a la educación                                                                                 |
| Art. 15       | Derecho a participar en la vida cultural. Protección, desarrollo y difusión de la ciencia y la cultura |

Para el Observatorio DESC los derechos económicos, sociales y culturales básicos y principales son los siguientes:
- Derecho a una vivienda digna;
- Derecho al agua;
- Derecho a la salud (asistencia social, asistencia médica, seguridad social y cobertura sanitaria universal);
- Derecho a una educación adecuada;
- Derecho a una alimentación adecuada;
- Derecho al trabajo (incluyendo Derecho de huelga y libertad en la elección de empleo);
- Derecho al medio ambiente, incluyendo "el derecho a disfrutar de un entorno ambiental seguro para el desarrollo de la persona".[2]

### Tercera generación
La tercera generación de derechos, surgida en el siglo XX, se vincula con la solidaridad. Los unifica su incidencia en la vida de todos, a escala universal, por lo que precisan para su realización de una serie de esfuerzos y cooperaciones en un nivel planetario. Normalmente se incluyen en ella derechos heterogéneos como el derecho a la paz, a la calidad de vida o las garantías frente a la manipulación genética, aunque diferentes juristas asocian estos derechos a otras generaciones: por ejemplo, mientras que para la protección contra la manipulación genética sería un derecho de cuarta generación, para Cristian Camilo García [cita requerida] es una manifestación, ante nuevas amenazas, de derechos de primera generación como el derecho a la vida, la libertad y la integridad física y cultural. Así también, están los Derechos colectivos, que son los derechos cuyo sujeto no es un individuo (como es el caso de los derechos individuales), sino un conjunto colectivo o grupo social. Mediante esos derechos se protege los intereses e incluso la identidad de tales colectivos.
Este grupo fue promovido a partir de los ochenta para incentivar el progreso social y elevar el nivel de vida de todos los pueblos. Entre otros, destacan los relacionados con:
- El uso de los avances de las ciencias y la tecnología.
- La solución de los problemas alimenticios, demográficos, educativos y ecológicos
- El ambiente.
- Los derechos del consumidor.
- El desarrollo que permita una vida digna.
- El libre desarrollo de la personalidad.
- Todos los pueblos tienen el derecho de autodeterminación.

### Cuarta generación
Ampliando el esquema propuesto por Vasak, después de analizar lo sucedido en los últimos años, varios autores como David Vallespín Pérez, Franz Matcher, Antonio Pérez Luño, Augusto Mario Morello, Robert B. Gelman, Javier Bustamante Donas y Juan Carlos Riofrío Martínez-Villalba afirman que está surgiendo una cuarta generación de derechos humanos. Sin embargo, el contenido de la misma no es claro, y estos autores no presentan una propuesta única. Normalmente toman algunos derechos de la tercera generación y los incluyen en la cuarta, como el derecho al medio ambiente o aspectos relacionados con la bioética. Javier Bustamante afirma que la cuarta generación viene dada por los derechos humanos en relación con las nuevas tecnologías, mientras Riofrío prefiere hablar de derechos digitales, donde se encontrarían una nueva gama de derechos, como:
- El derecho a existir digitalmente
- El derecho a la reputación digital
- La identidad digital[11]

Otros señalan que el elemento diferenciador sería que, mientras las tres primeras generaciones se refieren al ser humano como miembro de la sociedad, los derechos de la cuarta harían referencia al ser humano en tanto que especie.
Finalmente hay autores que esquematizan las oleadas de derechos humanos en cinco generaciones. Así, Helio Gallardo defiende la existencia de cinco generaciones de derechos humanos, que identifica con las reivindicaciones de diferentes grupos sociales. Serían los derechos civiles y políticos, reclamados por la burguesía; los económicos, sociales y culturales, propios de los movimientos obreros y antiesclavistas; los derechos de los pueblos y sectores diferentes, incluyendo las luchas de descolonización y feministas; los ambientales, que define como derechos las generaciones futuras; y los relativos al control del cuerpo y la organización genética de uno mismo, enfrentados a la mercantilización del interior de la vida.
La cuarta generación de los derechos humanos, conocida como Ciudadanía Digital, se refiere a los derechos que no pueden ser incluidos en las tres generaciones anteriores. Estos derechos se relacionan con demandas futuras de derechos de primera y segunda generación, así como nuevos derechos surgidos en el contexto de la tecnología de la información y la comunicación y el ciberespacio.
Algunos ejemplos de derechos de cuarta generación incluyen el derecho a la democracia, el derecho a la información, el derecho al pluralismo y el acceso y uso de la tecnología. Estos derechos son esenciales para construir una sociedad abierta al futuro y garantizar la igualdad, la participación ciudadana y el acceso a la información en la era digital.
La cuarta generación de derechos humanos ha surgido como respuesta a los avances tecnológicos y los nuevos desafíos que enfrenta la humanidad en la sociedad globalizada y digital. Estos derechos buscan proteger los valores fundamentales de la dignidad humana, la igualdad y la libertad en un contexto en constante evolución. Sin embargo, es importante destacar que esta clasificación no es ampliamente reconocida ni aceptada de manera universal y está sujeta a debate y discusión.